# Atbara (Sudan)

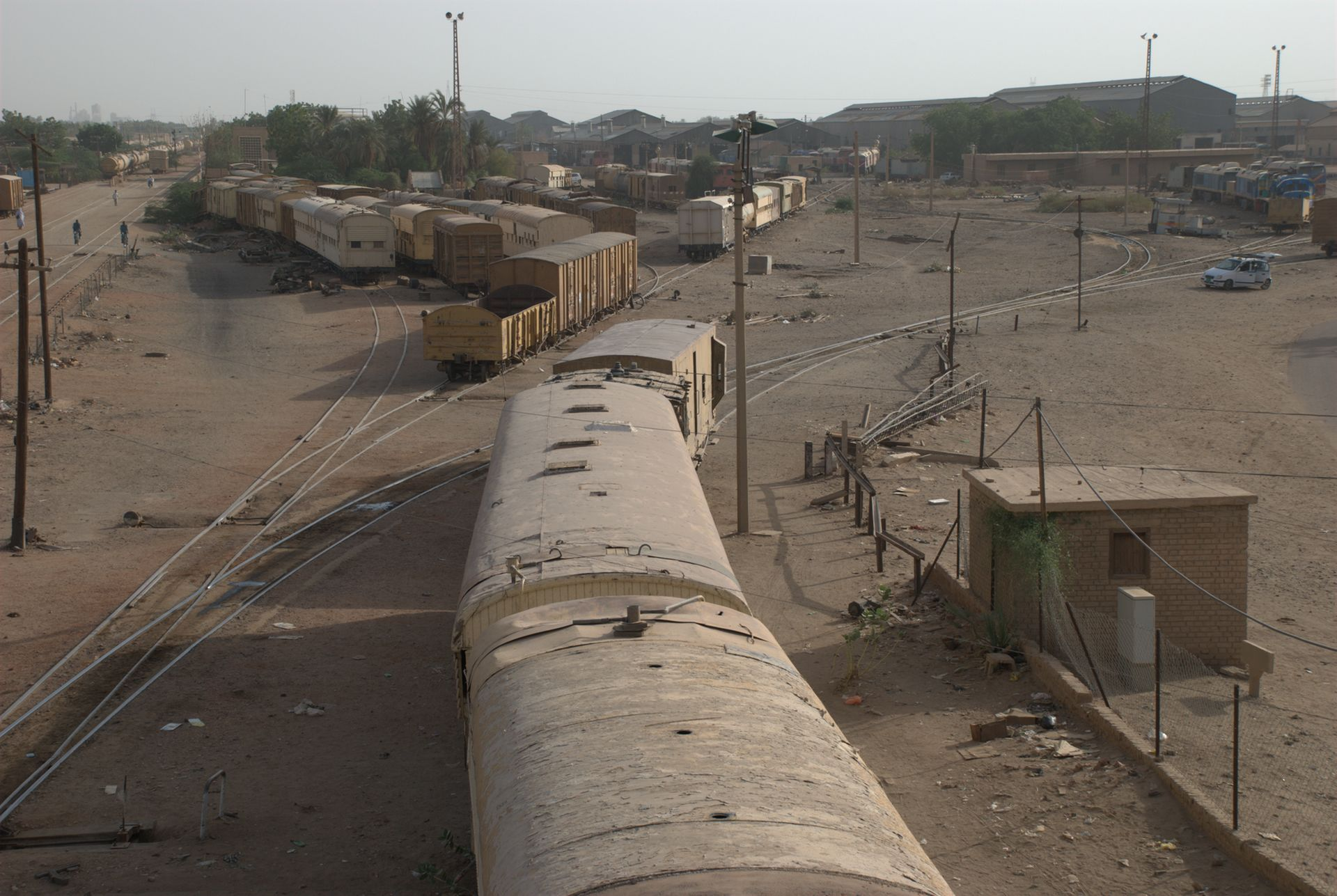
Zentrum der sudanesischen Eisenbahn

Atbara (arabisch عطبرة ʿAṭbara; Alternativschreibung Atbarah) ist eine Stadt im sudanesischen Bundesstaat Nahr an-Nil und liegt an der Einmündung des Atbara-Flusses in den Nil, 10 Kilometer nördlich der Provinzhauptstadt ad-Damir in etwa 350 Meter Höhe. Die Stadt ist Verwaltungszentrum und wichtigste Wartungsstation der sudanesischen Eisenbahn.

## Bevölkerung
Für das Gebiet Atbara werden 139.768 Einwohner angegeben (Berechnung 2010).
Bevölkerungsentwicklung:
| Jahr              | Einwohner |
| ----------------- | --------- |
| 1956 (k. A.)      | 36.300    |
| 1973 (Zensus)     | 66.116    |
| 1983 (Zensus)     | 73.009    |
| 1993 (Zensus)     | 87.878    |
| 2010 (Berechnung) | 139.768   |

## Geschichte
Die städtische Entwicklung Atbaras begann mit dem Bau der Eisenbahn durch Truppen des anglo-ägyptischen Sudan. Es war die Vorbereitung für den Vormarsch nach Omdurman, um den 1881 begonnenen Mahdi-Aufstand niederzuwerfen. Eine erste Bahnlinie wurde Mitte der 1890er Jahre von Wadi Halfa entlang des Nil nach Süden ausgebaut, mit dem Bau einer zweiten Strecke durch die Wüste wurde Anfang Januar 1897 in Wadi Halfa begonnen. Letztere war im Oktober desselben Jahres bis Abu Hamad fertiggestellt und ermöglichte die Versorgung der Streitkräfte Kitcheners, die bis Januar 1898 am Nil zwischen Abu Hamad und Atbara lagerten. Die siegreiche Schlacht gegen die Armee des Mahdi fand am 8. April 1898 wenige Kilometer südöstlich von Atbara bei Nakheila am Nordufer des Atbara-Flusses statt. Danach wurde die Bahnlinie weitergebaut und erreichte am 3. Juli 1898 Atbara. So konnten in diesem Monat drei zerlegte Kanonenboote per Bahn nach Atbara transportiert werden, die in der entscheidenden Schlacht gegen den Mahdi zum Einsatz kamen.
1906 begann der Bau einer Zweigstrecke der Bahn zur Hafenstadt Port Sudan, die ab Mitte der 1920er Jahre durch die Expansion des Baumwollanbaus an Bedeutung gewann. Atbara wurde am Abzweig der beiden wichtigsten Bahnlinien zum nationalen Eisenbahnzentrum. Bis 1924 wurde die Bahnstation durch das Personal ägyptischer und britischer Militärbataillone betrieben, danach durch die Sudanesische Eisenbahngesellschaft. 1939 war die Sudan Railways der größte industrielle Arbeitgeber im Land; die meisten der 20.000 Angestellten waren in Atbara stationiert.
In den 1940er Jahren gab es über 300 verschiedene Abstufungen in der Arbeitshierarchie und bei den Löhnen. Ungerechtigkeiten und alltäglicher Rassismus der britischen Überwacher führten 1946 unter den Eisenbahnarbeitern zur Gründung der ersten Gewerkschaft in Sudan. Aus einem Streik, der mit Unterstützung durch ägyptische Gewerkschaften geführt wurde, entstand 1947 eine der radikalsten Gewerkschaftsbewegungen im kolonialen Afrika. Die Eisenbahnarbeiter unterhielten enge Beziehungen zur kommunistischen Partei (Sudanese Communist Party, SCP). Mit der Abwendung von Präsident Numairi vom Kommunismus Ende der 1970er Jahre ging ein Ausbau der Straßen einher, um die strategische Bedeutung der Eisenbahn und damit die Macht der Gewerkschaft zu reduzieren. 1981 zerschlug Numairi die Eisenbahnergewerkschaft. 1990 wurden Tausende Bahnangestellte entlassen; in den großen Werkhallen werden nur noch Reparaturarbeiten durchgeführt.

## Wirtschaft

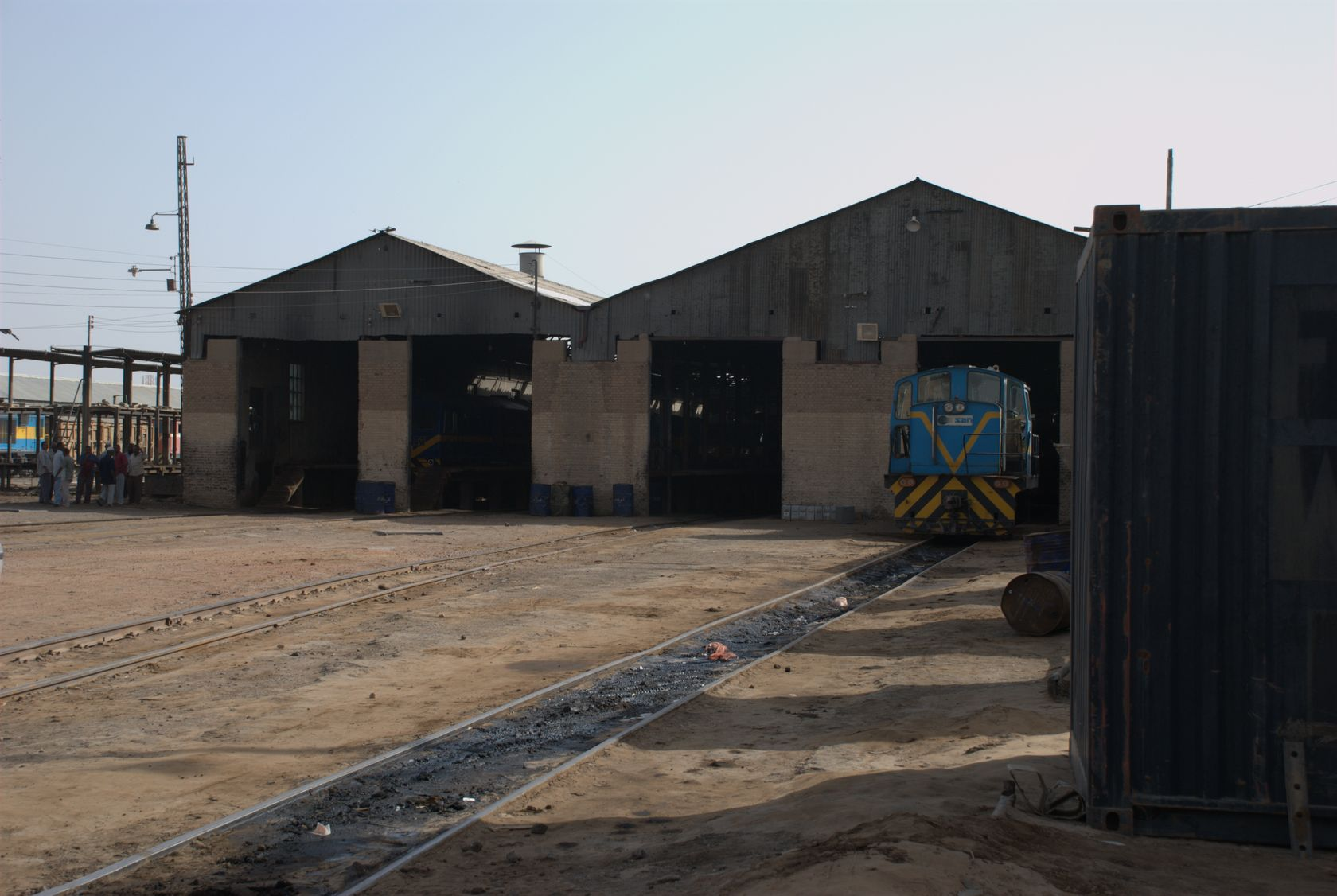
Eisenbahn-Werkhallen

Atbara ist ein wichtiger Eisenbahn-Knotenpunkt für den Gütertransport und verfügt über die einzigen, in konstantem Betrieb befindlichen Reparaturwerkstätten des Landes. Südlich des Atbara-Flusses befindet sich eine der größten Zementfabriken Sudans. Die Produktion der Atbara Cement Company Ltd. betrug im Jahr 2001 139.300 Tonnen und im Jahr 2002 154.300 Tonnen. Sie wurde 1947 als erste Zementfabrik errichtet. Die Zementproduktion des Landes muss wegen gestiegener Nachfrage durch den Boom in der Ölindustrie, der seit 1999 stattfindet, durch Importe aus Ägypten ergänzt werden.

## Stadtbild

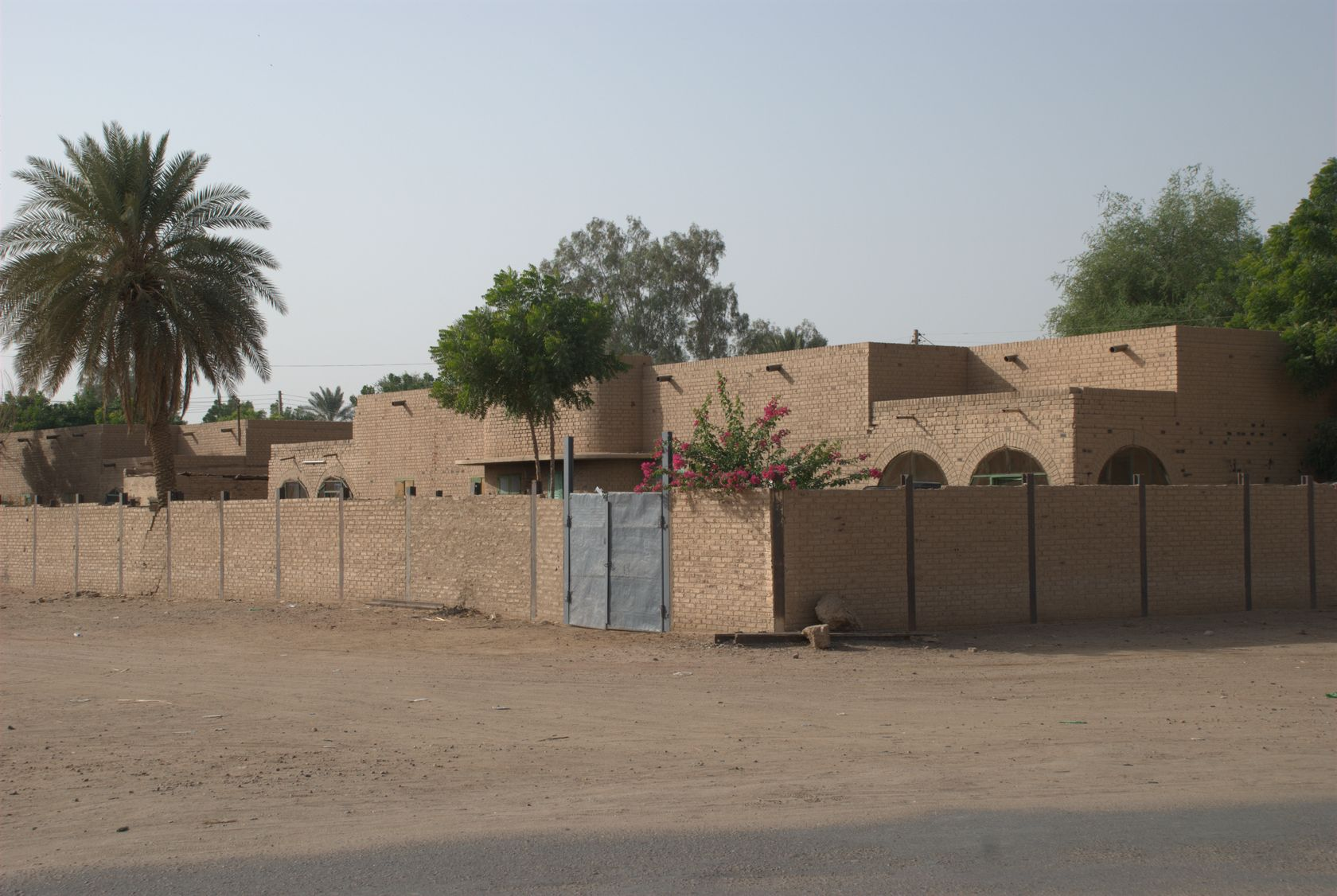
Wohngebiet aus britischer Kolonialzeit

Nach der Zeit als befestigtes britisches Militärlager erfolgte die städtische Entwicklung durch die Anlage von nach Bevölkerungsgruppen getrennten Stadtteilen. Atbara ist durch die Bahnlinie strikt in zwei Hälften geteilt. Im Osten befindet sich das dicht bebaute, lebendige Marktzentrum mit zwei- bis dreigeschossigen, gesichtslosen Betongebäuden. Westlich der Bahnlinie liegt das Eisenbahnerviertel (allgemein: Sikka Hadid), ein weitläufiges und exklusives Viertel der ehemaligen britischen Bewohner, das sich bis zum einen Kilometer entfernten Nilufer erstreckt. Es wurde ein Straßengitter mit breiten, Schatten spendenden Alleen angelegt, die Ziegelbungalows mit Gärten hinter hohen Mauern aus denselben Ziegeln sind gut erhalten. Näher an der Bahnlinie ließen die Briten Reihenhäuser und die entlang von Bahnhöfen typischen gemauerten Kegeldach-Rundhäuser für ägyptische Bahnarbeiter errichten. Ein Kilometer südlich des Zentrums befindet sich im Bereich der Anlegestelle der Nilfähre ein modernes Villengebiet.

## Infrastruktur
Etwa zwei Kilometer südlich des Zentrums überquert der lokale Verkehr den Atbara-Fluss auf einer schmalen zweispurigen Eisenbrücke, eine neue Straßenbrücke für den Schwerlastverkehr befindet sich drei Kilometer flussaufwärts. Züge fahren über die alte Atbara-Eisenbahnbrücke. Auf halbem Weg zwischen Atbara und ad-Damir führt eine Brücke über den Nil. Der Flughafen Atbara wird von Khartum aus angeflogen.

## Klimatabelle
|                       | Jan  | Feb  | Mär  | Apr  | Mai  | Jun  | Jul  | Aug  | Sep  | Okt  | Nov  | Dez  |   |      |
| Mittl. Tagesmax. (°C) | 30,5 | 31,9 | 35,5 | 39,7 | 41,9 | 42,9 | 40,6 | 39,5 | 41,1 | 39,5 | 35,0 | 31,9 | ⌀ | 37,5 |
| Mittl. Tagesmin. (°C) | 14,7 | 15,1 | 18,0 | 21,7 | 25,5 | 27,1 | 26,9 | 26,3 | 26,7 | 24,5 | 20,1 | 16,4 | ⌀ | 21,9 |
|                       |      |      |      |      |      |      |      |      |      |      |      |      |   |      |
| Niederschlag (mm)     | 0    | 0    | 0    | 1    | 4    | 1    | 20   | 38   | 7    | 1    | 0    | 0    | Σ | 72   |
|                       |      |      |      |      |      |      |      |      |      |      |      |      |   |      |
| Sonnenstunden (h/d)   | 10,7 | 10,5 | 10,3 | 11,5 | 11,1 | 9,8  | 8,8  | 9,1  | 10,1 | 10,7 | 10,7 | 10,5 | ⌀ | 10,3 |
|                       |      |      |      |      |      |      |      |      |      |      |      |      |   |      |
| Luftfeuchtigkeit (%)  | 37   | 29   | 21   | 18   | 19   | 19   | 37   | 40   | 34   | 27   | 36   | 39   | ⌀ | 29,7 |

| 14,7 |

| 15,1 |

| 18,0 |

| 21,7 |

| 25,5 |

| 27,1 |

| 26,9 |

| 26,3 |

| 26,7 |

| 24,5 |

| 20,1 |

| 16,4 |

| 14,7 |

| 15,1 |

| 18,0 |

| 21,7 |

| 25,5 |

| 27,1 |

| 26,9 |

| 26,3 |

| 26,7 |

| 24,5 |

| 20,1 |

| 16,4 |